# Linia kolejowa nr 301

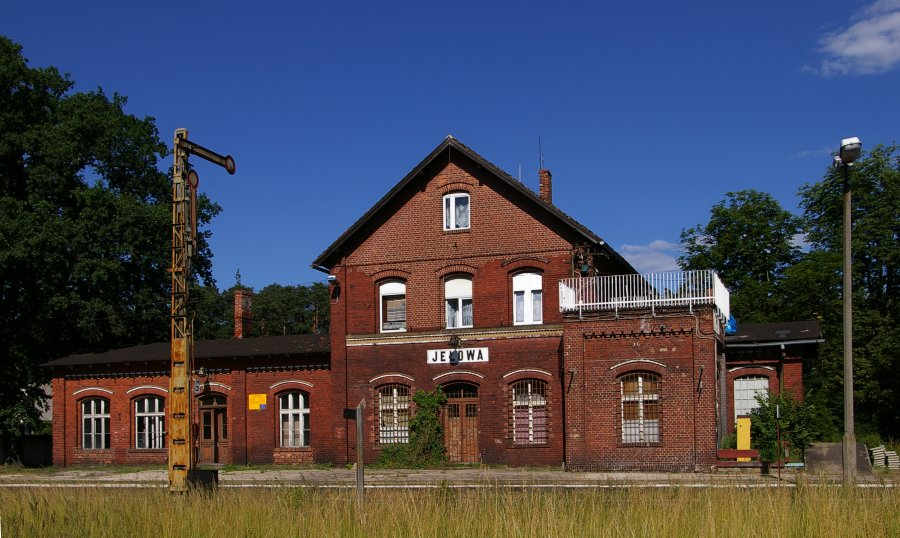
Budynek stacyjny w Jełowej

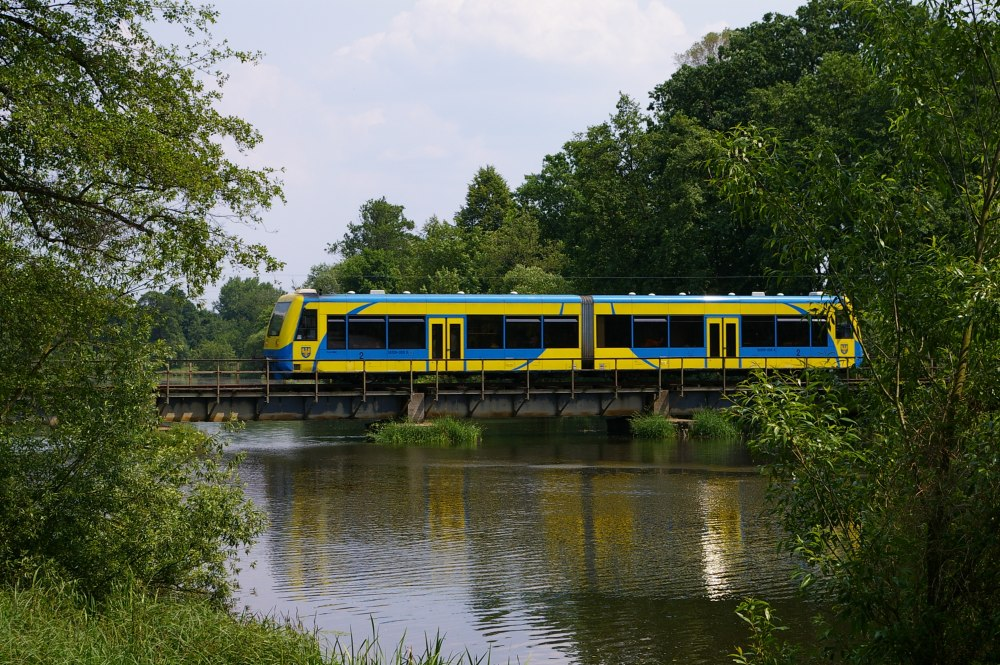
Autobus szynowy SA109-008 wjeżdża na most przez Małą Panew podczas przejazdu na linii kolejowej nr 301 z Opola do Kluczborka.

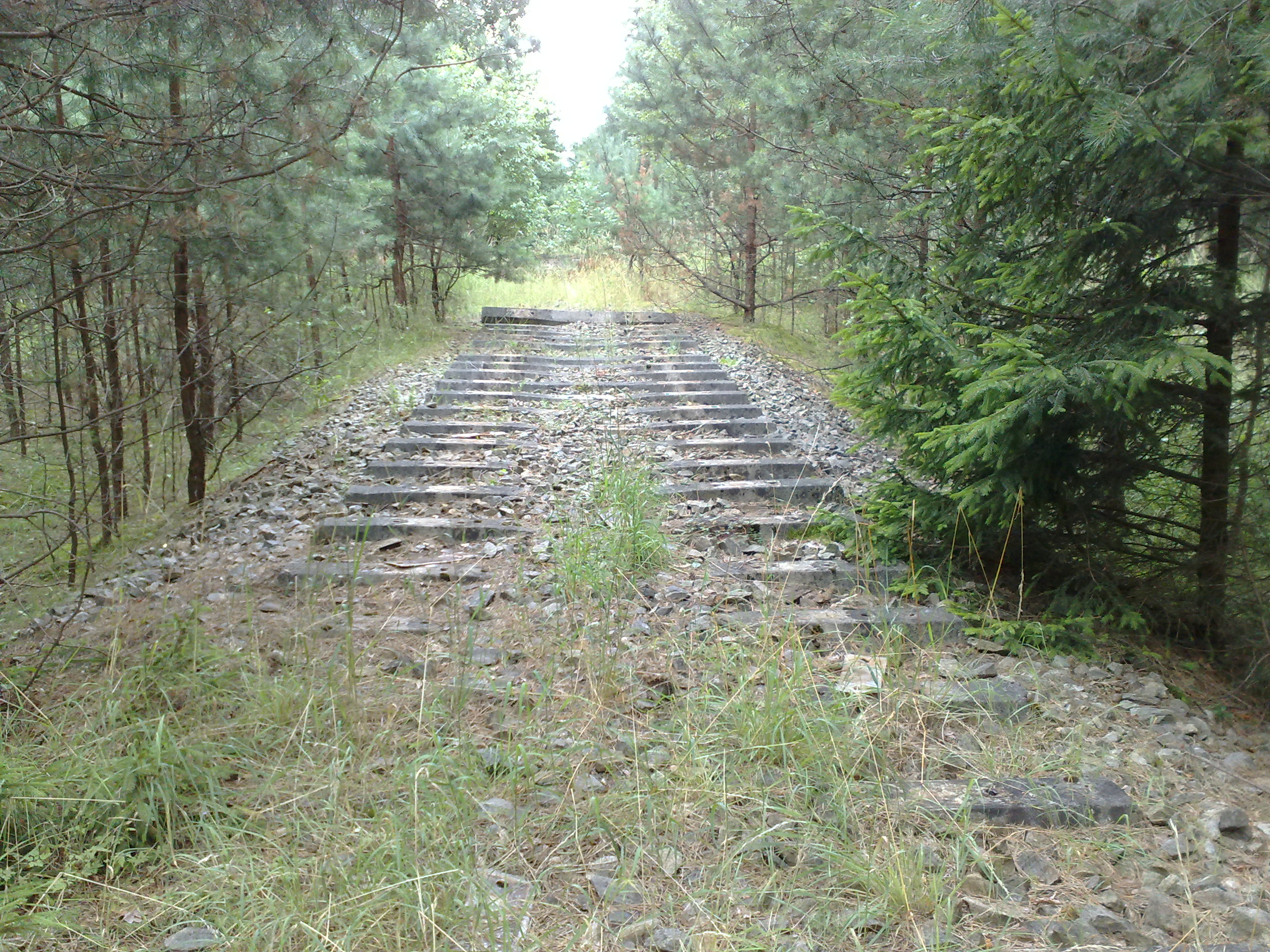
Rozkradzione torowisko na odcinku Jełowa – Mańczok

Linia kolejowa nr 301 – jednotorowa, częściowo zelektryfikowana linia kolejowa łącząca Opole i Namysłów. Na odcinku od km 49,900 do km 60,712 jest linią znaczenia państwowego, od km 0,057 do km 19,875 linią drugorzędną, a od km 19,875 do km 60,712 linią znaczenia miejscowego. W całości znajduje się na terenie województwa opolskiego. Linia jest częściowo nieprzejezdna, a ruch pasażerski prowadzony jest jedynie przez pociągi kursujące w relacjach łączących Opole i Kluczbork na części linii między Opolem a Jełową. Kursy te są realizowane przez autobusy szynowe.
Linia została oddana do użytku w 1889 roku. W 1992 zawieszono ruch na odcinku Jełowa – Namysłów, a w 2000 roku na całej długości linii. W 2005 roku wznowiono ruch pasażerski na odcinku Opole – Jełowa. Na odcinku Namysłów – Jastrzębie kursują okresowo pociągi towarowe. Między Biestrzykowicami a Jełową do 2018 linia była nieprzejezdna.
W 2014 roku rozpoczęła się rozbudowa tartaku w Murowie, należącego do spółki Stora Enso Wood Products. Zgodnie z założeniami, aby ograniczyć ruch samochodów ciężarowych, koleją do tartaku będzie dowożona tarcica, a wywożone przetworzone drewno. W 2016 roku rozstrzygnięto przetarg na remont mostów w km 9,354 i 14,985, który wygrało Dolnośląskie Przedsiębiorstwo Napraw Infrastruktury Kolejowej Dolkom we Wrocławiu. W połowie 2016 zawarto umowę na przygotowanie toru dojazdowego do bocznicy spółki. W 2017 kosztem 6 mln zł dokonano remontu nieeksploatowanego od 25 lat odcinka Jełowa – Murów. Na długości ok. 10,5 km odbudowano torowisko, naprawiono 19 przepustów, odnowiono nawierzchnię na 8 przejazdach i wycięto drzewa, które porastały szlak. Równocześnie wyremontowany został most w pobliżu Laskowic Oleskich, na linii do Kluczborka. 
Prace zakończyły się w listopadzie 2017. Prędkość eksploatacyjną na odnowionym odcinku ustalono na 20 km/h. Przywrócenie ruchu do Murowa planowane było od połowy grudnia 2017 roku, jednakże z powodu opóźnień w budowie bocznicy kolejowej firmy Stora Enso miało nastąpić ono z opóźnieniem przed końcem 2019 roku. W roku 2022 odcinek nadal nie był eksploatowany. Nie przewiduje się tu przywrócenia przewozów pasażerskich.
W 2017 wyłączono z kolei z eksploatacji inny fragment odcinka linii nr 301. Jak wynika z dokumentów PKP PLK, jeszcze w rozkładzie jazdy 2016/2017 trasa z Namysłowa do bocznicy szlakowej Biestrzykowice figurowała jako czynna, z prędkością dopuszczalną 40 km/h. Obecnie (2023) dla odcinka ustalono prędkość maksymalną równą 0 km/h, czyli ruch pociągów został tam przynajmniej czasowo zawieszony. Od rozkładu 2017/2018 przywrócono ruch towarowy z Namysłowa do Biestrzykowic, ustalając prędkość szlakową na 40 km/h.